# Stundung
Bei der Stundung wird die Fälligkeit einer Forderung oder von einzelnen Tilgungszeitpunkten hinausgeschoben unter Aufrechterhaltung der Erfüllbarkeit. Sie gehört zu den Sanierungsmaßnahmen und soll einen Liquiditätsengpass des Schuldners überbrücken.

## Allgemeines
Die Vertragsparteien sind generell an die Einhaltung der eingegangenen Vertragspflichten im Rahmen des Rechtsgrundsatzes „Pacta sunt servanda“ gebunden. Ist jedoch unerwartet eine Partei nicht imstande, die ursprünglich vereinbarten Leistungszeitpunkte (Leistungszeit) einzuhalten, sollte sie, um nicht in Verzug (§ 286 BGB) zu kommen, in Verhandlungen den Gläubiger überzeugen, seine Forderung während des Stundungszeitraums nicht geltend zu machen. Da bei Verträgen beide Vertragsparteien Leistungspflichten eingehen, kann eine Stundung sowohl Geldzahlungspflichten als auch andere aus einem Vertrag erwachsende Leistungspflichten betreffen. In der Praxis wird die Stundung jedoch meist auf Geldzahlungspflichten – etwa aus Kreditverträgen – reduziert.

## Rechtsgrundlagen
Gesetzliche Regelungen zu Stundungen finden sich im Zivilrecht und im Öffentlichen Recht.
Eine Stundung wird nicht einseitig ausgesprochen, sondern es handelt sich um einen Schuldänderungsvertrag (§ 311 Abs. 1 BGB) zwischen allen beteiligten Vertragsparteien, der den Bestand einer Forderung grundsätzlich unberührt lässt. Der Gläubiger ist daher zur Stundung nicht verpflichtet, sondern sie stellt ein freiwilliges Entgegenkommen dar. Der Stundungsvertrag verhindert den Beginn des Schuldnerverzugs mit allen negativen Folgen und beseitigt den Verzug für die Zukunft. In der Praxis enthält die Stundungsvereinbarung eine bestimmte Frist, mit der eine Änderung der Leistungszeit verbunden ist. Eine Stundung ist als nachträgliche Vertragsänderung normalerweise an die Form des Grundvertrages gebunden, bei Grundstückskaufverträgen ist mithin Beurkundungspflicht erforderlich (§ 311b BGB). Üblicherweise wird aus Beweisgründen bei Formfreiheit die gewillkürte Schriftform (§ 127 BGB) gewählt.
Eine Stundung führt zu einem Leistungsverweigerungsrecht des Schuldners und hemmt die Verjährung (§ 205 BGB). Sie ist eine nachträgliche Änderung der vertraglich vorgesehenen Fälligkeitsbestimmung. Ein Widerruf der Stundung ist dem Gläubiger etwa bei wesentlicher Verschlechterung der wirtschaftlichen Verhältnisse gestattet. Eine Stundung kann aufgrund § 158 BGB (Bedingung) jederzeit aufgelöst werden. Wenn nach Ablauf der Stundung trotz Mahnung und Fristsetzung nicht gezahlt wird, können die Rechte aus § 326 BGB – insbesondere Rücktritt – geltend gemacht werden.

## Arten
Die vereinbarte Stundung ist eine Abrede zwischen Gläubiger und Schuldner, durch die die Fälligkeit eines Anspruchs durch Schuldänderungsvertrag hinausgeschoben wird. Stillschweigende oder konkludente Stundung liegt hingegen im Stillhalten des Gläubigers, der insbesondere keine Mahnung vornimmt. Während die befristete Stundung einen neuen, konkreten Leistungstermin enthält, ist bei der unbefristeten Stundung kein besonderer Erfüllungstermin vorgesehen. Bei letzterer kann der Gläubiger einen Erfüllungstermin nach billigem Ermessen festsetzen (§§ 315, § 316 BGB). Die Stundung kann auch mit einer auflösenden Bedingung (§ 158 BGB) verknüpft werden, so dass die Fälligkeit vor Ende des Zeitraums eintritt, sollte der Schuldner unerwartet über ausreichende finanzielle Mittel verfügen.

## Schuldner
Die Stundung dient der Rettung einer an sich bestehenden offenen Forderung, die nach Auffassung der Parteien vom Schuldner jedoch lediglich derzeit nicht bedient werden kann. Der Versuch der Durchsetzung der Forderung würde beim Schuldner potentiell zur Zahlungsunfähigkeit führen, was aus Sicht des Gläubigers die Gefahr mit sich bringt, die Forderung endgültig abschreiben zu müssen. Dabei hängt es von der Art des Schuldners ab, in welcher Form eine Stundung erfolgen kann.

### Unternehmen
Ein in der Unternehmenskrise befindlicher Schuldner wird eine Stundung zu erreichen versuchen, wenn er sich in vorübergehenden Zahlungsschwierigkeiten befindet und seinem Gläubiger glaubhaft machen kann, dass er zu einem späteren Zeitpunkt seine Schulden wieder fristgerecht begleichen kann. Es handelt sich um die einfachste Form der Sanierung, durch die eine kurzfristige Illiquidität überbrückt werden kann. Die betroffenen Gläubiger müssen weder im Wege des Schuldenerlasses ganz oder teilweise auf Forderungen verzichten, noch müssen sie zusätzliche riskante Sanierungskredite gewähren.

### Staaten
In den Vordergrund der öffentlichen Diskussion sind die in eine Finanzkrise geratenen Staaten gerückt. Stundungen stellen auch hier die die Gläubiger am geringsten beanspruchenden Maßnahmen dar, wenn ein Staat seine Schulden zum Fälligkeitszeitpunkt nicht begleichen kann. Erwartet er nach dem Fälligkeitszeitpunkt ausreichende Einnahmen, so kann er bei seinen Gläubigern eine Stundung beantragen. Stundungsabkommen bei Staaten mit mehreren Gläubigern werden als Moratorium bezeichnet. Hierin sind Organisationen wie der IWF, Pariser Club oder Londoner Club eingeschaltet.

### Natürliche Personen
Natürliche Personen sind meist als Kreditnehmer von Kreditinstituten von Stundungsfragen tangiert. Oft werden planmäßige Tilgungsleistungen ausgesetzt, um einen temporären Liquiditätsengpass des Kreditnehmers zu überbrücken. Je später die Stundung bei Annuitätendarlehen erfolgt, desto größer ist der Tilgungsanteil und desto stärker fällt dementsprechend auch die Entlastung beim Schuldner aus. Bei Dispositionskrediten entfallen meist Stundungsfragen, weil diese Kredite nicht mit regelmäßigen Tilgungsterminen verbunden sind. Werden die eigentlich nur kurzfristig angelegten Dispokredite jedoch für einen Zeitraum von mehr als sechs Monaten nicht durch Kontogutschriften wesentlich und nachhaltig vermindert, gelten sie als „eingefroren“. „Einfrieren“ ist eine Art stillschweigender Stundung, solange die Kreditinstitute nicht ausdrücklich eine Rückführung des Dispokredites verlangen.

## Spezialfälle
Im Gesetz ist in einigen Fällen eine Stundung vorgesehen, bei denen der Schuldner bei sofortiger Leistung von einer unangemessenen Härte getroffen würde. Eine Zugewinn-Ausgleichsforderung kann nach § 1382 Abs. 1 BGB durch das Familiengericht auf Antrag gestundet werden, wenn eine sofortige Zahlung zu einer Verschlechterung der Wohn- oder Lebensverhältnisse des Schuldners führen würde. Bei Erbschaftsfällen kann ein Erbe die Stundung eines Pflichtteilanspruchs nach § 2331a BGB verlangen, wenn ihn die sofortige Erfüllung hart treffen würde. Die steuerrechtliche Stundung unterliegt als Verwaltungsakt besonderen Regelungen.
Bei einer nachträglichen Ratenvereinbarung als Sonderform einer Stundung, greift die Regelung zum Schutz des Kreditnehmers nicht, sodass der Gläubiger die Vereinbarung bei einem geringfügig zu spät erfolgenden Zahlungseingang kündigen darf. Des Weiteren gilt für die Stundungsvereinbarung in Ratenform nicht die Vorschrift des Kreditgesetzes, wonach die Raten in jedem Monat gleich hoch ausfallen müssen. Daher können sich die Vertragspartner auf unterschiedliche Ratensätze einigen.

## Sonstiges
Eine Stundung liegt nicht vor, wenn der Gläubiger dem Schuldner nur die zur Geldbeschaffung erforderliche Zeit einräumt. Auch die Setzung einer Nachfrist nach § 326 BGB ist keine Stundung.
Für Kreditinstitute ist zu beachten, dass die Stundung von Darlehensforderungen kein Kreditgeschäft im Sinne des § 1 Abs. 1 Satz 2 Nr. 2 KWG ist, sofern für die gestundeten Beträge keine Anpassung der Konditionen – etwa verbunden mit einer Zinserhöhung – vorgenommen wird. In Abgrenzung zur Prolongation dient die Stundung grundsätzlich der Rettung einer Darlehensforderung, die derzeit nicht bedient werden kann, ohne den Kreditnehmer in die Insolvenz zu treiben. Die Regelung über die Stundung gilt für die Aufschiebung von Tilgungsraten und Zinszahlungen entsprechend.
Dem Gläubiger obliegt am Bilanzstichtag nach § 252 Abs. 1 Nr. 4 HGB die Pflicht, auch diejenigen Forderungen in seiner Bilanz zu bewerten, bei denen Stundungen ausgesprochen wurden. Da Stundungen zu den einfachen Sanierungsmaßnahmen gehören, kann allenfalls eine Verbuchung als zweifelhafte Forderungen erforderlich werden, nicht jedoch als uneinbringliche Forderung. Das Stundungsbegehren des Schuldners hat den Gläubiger von der vollständigen Einbringlichkeit der Forderung zu einem späteren Zeitpunkt überzeugt. Die Einstufung als einwandfreie oder zweifelhafte Forderung hängt von der Prognose der Rückzahlungswahrscheinlichkeit ab.